# Ossifar
Ossifar va ser un grup de música pop mallorquí, molt popular a mitjans dels anys 90 gràcies a unes lletres de to irònic i una música festiva. Amb una base pop, hi mesclaven rock, bolero o techno (entre molts d'altres estils). Així mateix, els cantants no paraven d'imitar accents, fer veuotes, o de mesclar mallorquí i castellà, tot fent-ne befa.
Tot va començar el 1989, llançant un disc que, un any després, va fer furor entre els mallorquins, i aquí va començar realment Ossifar, fent concerts en directe, improvisant, segons ells, a les revetlles de les festes d'estius dels diferents pobles de l'illa. El nom és agafat de l'empresa homònima de neteja de pous negres, i es pot comprovar la semblança amb les seves lletres barroeres. Durant els anys 90 van tenir un èxit sense precedents en el panorama musical mallorquí. Després varen començar a fer discs, amb l'ajuda de Blau, la seva discogràfica, a la qual li varen dedicar una cançó ("En Blau", a A pixar i a jeure, el 1997).
Finalment, el darrer disc d'estudi, A pixar i a jeure, ja era un anunci de la desfeta del grup. Segons Lluís Arboledes i Llàtzer Méndez, Ossifar els començava a no dir res. En canvi, Biel Mesquida, l'ànima del grup, músic de tota la vida, no veia la fi tan a prop. Així i tot, va acabar del tot Ossifar quan, el 2003, Biel Mesquida va morir d'un accident de moto a les corbes de Sóller. L'estiu de 2008, però, va sorgir un grup anomenat Ossifar Revival, totalment independent al grup original, que va fer una petita gira pels pobles de Mallorca, tot recordant com ho feien els seus mestres, i recordant totes les cançons del grup, fent reviure l'esperit d'Ossifar.

## Discografia

### Àlbums d'estudi

#### Cansiones de amor amb los calsones baixos
- Any 1990
- Duració: 35:57

1. "Telefóname" – 3:15
2. "Los quemelos" – 3:17
3. "Pasodoble de amor" – 3:04
4. "Angeleta" – 4:59
5. "Resteñimientos de amor (no puedo obrar)" – 3:54
6. "Ca de bou" – 3:18
7. "Mujer de aliento asesino" – 3:22
8. "Organic song" – 5:14
9. "Catalina (mi problema)" – 3:32
10. "Perfidia" – 1:03
11. "Doblete (por los músicos de hotel)" – 1:03

#### En Gori Cuper té morenes
- Any 1991
- Duració: 33:15

1. "El bolero de Ossifar" – 3:00
2. "Un rap és un peix (Es xarop d'en Gori)" – 3:50
3. "El Sheriff Ripoll" – 3:00
4. "Magdalena (Un lento)" – 4:10
5. "El llombligo" – 3:15
6. "Au idò" (*) – 3:00
7. "Sa porsella i es sivil" – 3:20
8. "Cantas bien o cantas mal" – 2:30
9. "Los garbansos" – 3:00
10. "Fírmame un papel (como mientras)" – 3:00
11. "En Gori Cúper té morenes" – 1:50

*  Engrabado en directo al Mierdason Escuar Garden, manco ses guiterres, sa bateria, es baco, ses pianolas, sas voses... i el público. [Tret de la coberta de darrere del disc].

#### Indiana Pons en busca de la porsella rustida
- Any 1993
- Duració: 38:29

1. "Salvem ses someres" – 4:32
2. "Por mis señales" – 3:04
3. "Indiana Pons" – 3:25
4. "Me hase miedo" – 4:34
5. "Una cabra dins es llit (el inevitable bolero)" – 3:44
6. "Toni Begut" – 3:22
7. "Un porc de blus" – 4:22
8. "Tòfol Colom" – 4:47
9. "Ses bosses noves" – 4:07
10. "S'orinal" – 2:32

#### Da-li cebes!
- Any 1994
- Duració: 40:40

1. "Da-li cebes" – 3:27
2. "Mi sarquento" – 3:05
3. "Petman" – 3:13
4. "Ay Tonina!" – 3:27
5. "Vacasiones a Mallorca" – 3:30
6. "Arrasca mi amor" – 3:35
7. "L'amo en Pep de Sa Sini" – 3:38
8. "El Club d'Esplai" – 3:30
9. "Tarsan de los serdos" – 3:54
10. "Fas feredat" – 3:35
11. "Compañero saserdote" – 3:16
12. "S'ase" – 1:54
13. "The ximbomb" – 0:40

#### A pixar i a jeure
- Any 1997
- Duració: 42:47

1. "En Blau" – 3:09
2. "No vull sebre res" – 4:38
3. "Sabes de que te quiero" – 4:30
4. "És divendres" – 3:55
5. "Beu d'es teu tassó" – 3:42
6. "Independència" – 3:07
7. "Hinglich" – 4:11
8. "Tango precoz" – 3:52
9. "Deutschland in Mallorca" – 3:45
10. "Tú eres mi ángel" – 1:51
11. "Cançó d'amor i picor" – 3:18
12. "Madò Maria" – 3:38
13. "A pixar i a jeure" – 1:51

### Àlbums recopilatoris

#### Veintidos cansiones
- Recol·lecta de les cançons dels àlbums En Gori Cuper té morenes i Cansiones de amor amb los calsones baixos
- Duració: 70:53

1. "El bolero de Ossifar" – 3:00
2. "Un rap és un peix (Es xarop d'en Gori)" – 3:50
3. "El Sheriff Ripoll" – 3:00
4. "Magdalena (Un lento)" – 4:10
5. "El llombligo" – 3:15
6. "Au idò" (*) – 3:00
7. "Sa porsella i es sivil" – 3:20
8. "Cantas bien o cantas mal" – 2:30
9. "Los garbansos" – 3:00
10. "Firmame un papel (como mientras)" – 3:00
11. "En Gori Cúper té morenes" – 1:50
12. "Telefóname" – 3:15
13. "Los quemelos" – 3:17
14. "Pasodoble de amor" – 3:04
15. "Angeleta" – 4:59
16. "Resteñimientos de amor (no puedo obrar)" – 3:54
17. "Ca de bou" – 3:18
18. "Mujer de aliento asesino" – 3:22
19. "Organic song" – 5:14
20. "Catalina (mi problema)" – 3:32
21. "Perfidia" – 1:03
22. "Doblete (por los músicos de hotel)" – 1:03

*  Engrabado en directo al Mierdason Escuar Garden, manco ses guiterres, sa bateria, es baco, ses pianolas, sas voses... i el público. [Tret de la coberta de darrere del disc "En Gori Cuper té morenes"].

#### Lo millor - Debestof
- Any 1998
- Disc amb les millors cançons del grup
- Duració: 57:57

1. "L'amo en Pep de Sa Sini" – 3:38
2. "Cançó d'amor i picor" – 3:18
3. "Un poc d'amor (versionant a Neil Young)" – 3:08
4. "Telefóname" – 3:15
5. "Mi sarquento" – 3:05
6. "Magdalena (Un lento)" – 4:10
7. "Me hase miedo" – 4:34
8. "Sa porsella i es sivil" – 3:20
9. "Tòfol Colom" – 4:47
10. "Mujer de aliento asesino" – 3:22
11. "Sabes de que te quiero" – 4:30
12. "Los quemelos" – 3:17
13. "Tú eres mi ángel" – 1:51
14. "El Sheriff Ripoll" – 3:00
15. "Nadal amb neu (nadala)" – 5:06
16. "Ossifar mig" – 5:36

### Àlbum en directe

#### En directe
- Any 1995
- Àlbum amb cançons cantades en directe pel grup
- Inclou tres temes inèdits gravats en un estudi: En Pere Paparra, Voy fuerte mi amor (un corrido mallorquín) i The fool (unpluged) (cantat amb la base de Restreñimientos de amor (no puedo obrar) i que inclou aquesta mateixa acústica)
- Duració: 68:28

1. "Da-li cebes" – 3:34
2. "Telefóname" – 3:26
3. "Indiana Pons" – 3:44
4. "Cantas bien o cantas mal" – 3:24
5. "Sa porsella i es sivil" – 3:36
6. "Compañero saserdote" – 3:38
7. "Tòfol Colom" – 5:16
8. "Mi sarquento" – 2:51
9. "Un rap és un peix (Es xarop d'en Gori)" – 3:28
10. "Toni Begut" – 3:42
11. "L'amo en Pep de Sa Sini" – 3:47
12. "Ay Tonina!" – 3:34
13. "El Sheriff Ripoll" – 3:39
14. "Los quemelos" – 4:07
15. "Pasodoble de amor" – 3:04
16. "Au idò" – 3:09
17. "En Pere Paparra" – 3:31
18. "Voy fuerte mi amor (un corrido mallorquín)" – 2:51
19. "The fool (unplugged)" – 4:12

### Altres àlbums
- Ossifar va participar, el 1996, en la recopilació Com un huracà (Versionant a Niel Young), on diferents artistes en català cantaven cançons traduïdes de Neil Young. És d'aquí d'on surt la cançó de l'àlbum Lo millor - Debestof "Un poc d'amor".
- La cançó "En Blau" va aparèixer al disc Rumba, rumbeta - 13 rumbes en català, publicat el 2008, i on es varen recollir rumbes de grups en català fins al moment.
- El 2008 va aparèixer, produït per Blau, la discogràfica d'Ossifar, un disc anomenat Bàsic, una recopilació de tretze cançons del grup, algunes d'estudi i algunes gravades en directe, que pertanyen al disc En directe (1995).
- Dia 14 de juny del 2009, Diari de Balears va llançar de regal l'últim disc esmentat, amb la diferència de la caràtula i que la darrera cançó, "Ossifar mig", no hi era. Pertanyia a la col·lecció dBàsic 2.